# Bayer 04 Leverkusen Fußball 2010-2011

## Stagione
Nella stagione 2010/2011 il Bayer Leverkusen ha giocato la Bundesliga, prima divisione del calcio tedesco, terminando al 2º posto dietro il Borussia Dortmund e qualificandosi alla fase a gironi della Champions League 2011-2012.
In Coppa di Germania è stato eliminato al secondo turno, ai rigori, dal Borussia Mönchengladbach dopo aver vinto 1-11 il primo turno. In Europa League ha raggiunto gli ottavi di finale venendo eliminato dal Villarreal.
Al termine della stagione Arturo Vidal è stato inserito nella lista dei convocati cileni per la Copa América 2011, mentre Nicolai Jørgensen nella selezione danese Under 21 che giocherà in casa gli europei di categoria.

### Posizione Campionato
|  |    | Classifica 2010-2011 | Pti | G  | V  | N | P | GF | GS | DR  |
|  | -- | -------------------- | --- | -- | -- | - | - | -- | -- | --- |
|  | 2. | Bayer Leverkusen     | 68  | 34 | 20 | 8 | 6 | 64 | 44 | +20 |

## Maglie e sponsor
Lo sponsor che compare sulle maglie della società è TelDaFax Energy.
Lo sponsor tecnico è il marchio Tedesco Adidas.
| Casa | Trasferta | Terza |

## Organigramma societario
Area direttiva
- Presidente: Wolfgang Holzhäuser
- Direttore delle Finanze: Fabian Otto
- Responsabile area Legale: Christine Bernard

Area comunicazione
- Responsabile area comunicazione: Meinolf Sprink

Area marketing
- Direttore operazioni commerciali: Felix Duden

Area tecnica
- Direttore sportivo: Rudi Völler
- Allenatore: Jupp Heynckes
- Allenatore in seconda: Peter Hermann
- Preparatore/i atletico/i: Zvonko Komes, Dr. Holger Broich
- Preparatore dei portieri: Rüdiger Vollborn
- Medico sociale: Dr. Josef Schmitt

## Rosa 2010-2011
| N. |                      | Ruolo | Calciatore          |
| -- | -------------------- | ----- | ------------------- |
| 1  | Germania (bandiera)  | P     | René Adler          |
| 2  | Germania (bandiera)  | D     | Daniel Schwaab      |
| 3  | Germania (bandiera)  | D     | Stefan Reinartz     |
| 4  | Finlandia (bandiera) | D     | Sami Hyypiä         |
| 5  | Germania (bandiera)  | D     | Manuel Friedrich    |
| 6  | Germania (bandiera)  | C     | Simon Rolfes        |
| 7  | Svizzera (bandiera)  | C     | Tranquillo Barnetta |
| 8  | Germania (bandiera)  | C     | Lars Bender         |
| 9  | Germania (bandiera)  | A     | Patrick Helmes      |
| 10 | Brasile (bandiera)   | C     | Renato Augusto      |
| 11 | Germania (bandiera)  | A     | Stefan Kießling     |
| 13 | Germania (bandiera)  | C     | Michael Ballack     |
| 14 | Germania (bandiera)  | C     | Hanno Balitsch      |

| N. |                      | Ruolo | Calciatore         |
| -- | -------------------- | ----- | ------------------ |
| 17 | Croazia (bandiera)   | D     | Domagoj Vida       |
| 18 | Germania (bandiera)  | C     | Sidney Sam         |
| 19 | Svizzera (bandiera)  | A     | Eren Derdiyok      |
| 21 | Germania (bandiera)  | C     | Marcel Risse       |
| 22 | Germania (bandiera)  | P     | Benedikt Fernandez |
| 23 | Cile (bandiera)      | D     | Arturo Vidal       |
| 24 | Rep. Ceca (bandiera) | D     | Michal Kadlec      |
| 27 | Germania (bandiera)  | D     | Gonzalo Castro     |
| 28 | Turchia (bandiera)   | C     | Burak Kaplan       |
| 31 | Danimarca (bandiera) | A     | Nicolai Jørgensen  |
| 33 | Polonia (bandiera)   | P     | Tomasz Bobel       |
| 36 | Germania (bandiera)  | P     | Fabian Giefer      |
| 37 | Germania (bandiera)  | C     | Kevin Kampl        |

1. 1 2  ceduti durante la sessione di mercato invernale

## Staff tecnico
| Allenatore:          | Jupp Heynckes    |
| Vice-Allenatore:     | Peter Hermann    |
| Allenatore portieri: | Rüdiger Vollborn |
| Medico sociale:      | Josef Schmitt    |

## Trasferimenti
| Arrivi | Arrivi            | Arrivi         | Arrivi                          |  |
| R.     | Nome              | da             | Modalità                        |  |
| ------ | ----------------- | -------------- | ------------------------------- |  |
| D      | Domagoj Vida      | Osijek         | definitivo                      |  |
| C      | Michael Ballack   | Chelsea        | definitivo                      |  |
| C      | Hanno Balitsch    | Hannover 96    | definitivo                      |  |
| C      | Sidney Sam        | Kaiserslautern | definitivo                      |  |
| C      | Hajime Hosogai    | Urawa Reds     | definitivo (sessione invernale) |  |
| A      | Nicolai Jørgensen | Brøndby        | definitivo                      |  |

| Partenze | Partenze            | Partenze             | Partenze                        |  |
| R.       | Nome                | a                    | Modalità                        |  |
| -------- | ------------------- | -------------------- | ------------------------------- |  |
| D        | Lukas Sinkiewicz    | Augusta              | definitivo                      |  |
| D        | Thanos Petsos       | Kaiserslautern       | prestito                        |  |
| D        | Tomasz Zdebel       | Alemannia Aquisgrana | definitivo                      |  |
| C        | Toni Kroos          | Bayern Monaco        | fine prestito                   |  |
| C        | Hans Sarpei         | Schalke 04           | definitivo                      |  |
| C        | Hajime Hosogai      | Augusta              | prestito (sessione invernale)   |  |
| C        | Burak Kaplan        | Greuther Fürth       | prestito (sessione invernale)   |  |
| A        | Patrick Helmes      | Wolfsburg            | definitivo (sessione invernale) |  |
| A        | Richard Sukuta-Pasu | St. Pauli            | prestito (rinnovato)            |  |

## Risultati

### Bundesliga

#### Girone di andata
| Arbitro: | Meyer |

|  |           |                          |
|  | Marcatori | 19’ Barnetta 22’ Augusto |

| Arbitro: | Stark |

|                                            |           |                                                                 |
| Derdiyok 24’ Vidal 58’ (rig.) Kießling 70’ | Marcatori | 20’, 44’ Herrmann 40’ Brouwers 56’ Arango 60’ Idrissou 69’ Reus |

| Arbitro: | Winkmann |

|                          |           |                         |
| Konan 20’ Abdellaoue 50’ | Marcatori | 62’ Derdiyok 90’ Helmes |

| Leverkusen 19 settembre 2010, ore 17:30 CEST 4ª giornata | Bayer Leverkusen | 0 – 0 referto | Norimberga | BayArena (23 963 spett.)\| Arbitro: \| Kircher \| |
| Arbitro:                                                 | Kircher          |               |            |                                                   |

| Arbitro: | Sippel |

|                            |           |            |
| Bender 9’ Vidal 90’ (rig.) | Marcatori | 18’ Gkekas |

| Arbitro: | Meyer |

|                |           |                                           |
| Kuzmanović 52’ | Marcatori | 19’ Hyypiä 21’ Vidal 69’ Balitsch 88’ Sam |

| Arbitro: | Gräfe |

|                         |           |                       |
| Helmes 16’ Derdiyok 78’ | Marcatori | 53’ Almeida 62’ Marin |

| Arbitro: | Kinhöfer |

|                      |           |                                  |
| Diego 9’ Grafite 68’ | Marcatori | 72’, 82’ Rolfes 75’ (rig.) Vidal |

| Arbitro: | Zwayer |

|  |           |                |
|  | Marcatori | 70’ Ivanschitz |

| Arbitro: | Brych |

|  |           |         |
|  | Marcatori | 65’ Sam |

| Arbitro: | Winkmann |

|                         |           |          |
| Sam 38’, 84’ Helmes 68’ | Marcatori | 15’ Dick |

| Arbitro: | Weiner |

|  |           |             |
|  | Marcatori | 81’ Augusto |

| Arbitro: | Meyer |

|                  |           |           |
| Vidal 45’ (rig.) | Marcatori | 34’ Gómez |

| Arbitro: | Kinhöfer |

|                                    |           |                         |
| Ibišević 38’ Sigurðsson 90’ (rig.) | Marcatori | 8’ Sam 10’ (rig.) Vidal |

| Arbitro: | Brych |

|                                      |           |                       |
| Helmes 21’ Barnetta 55’ Reinartz 61’ | Marcatori | 27’ Geromel 65’ Lanig |

| Arbitro: | Zwayer |

|                           |           |                                    |
| Vidal 49’ (aut.) Elia 79’ | Marcatori | 30’ Sam 61’ Vidal 66’, 78’ Augusto |

| Arbitro: | Seemann |

|                             |           |                             |
| Vidal 16’ (rig.) Helmes 75’ | Marcatori | 24’ Rosenthal 65’ Reisinger |

#### Girone di ritorno
| Arbitro: | Gagelmann |

|              |           |                               |
| Kießling 80’ | Marcatori | 49’, 53’ Großkreutz 55’ Götze |

| Arbitro: | Meyer |

|             |           |                            |
| Stranzl 65’ | Marcatori | 37’ Kadlec 45’, 73’ Castro |

| Arbitro: | Gräfe |

|                      |           |  |
| Vidal 21’ Rolfes 42’ | Marcatori |  |

| Arbitro: | Kircher |

|            |           |  |
| Eigler 59’ | Marcatori |  |

| Arbitro: | Winkmann |

|  |           |                                    |
|  | Marcatori | 8’ Rolfes 32’ Augusto 84’ Balitsch |

| Arbitro: | Weiner |

|                                          |           |                           |
| Kießling 6’, 90’ Castro 41’ Reinartz 81’ | Marcatori | 16’ Harnik 52’ Kuzmanović |

| Arbitro: | Aytekin |

|                               |           |                         |
| Kießling 82’ (aut.) Prödl 90’ | Marcatori | 42’ Derdiyok 67’ Rolfes |

| Arbitro: | Zwayer |

|                                     |           |  |
| Bender 21’ Augusto 29’ Kießling 45’ | Marcatori |  |

| Arbitro: | Gagelmann |

|  |           |             |
|  | Marcatori | 82’ Augusto |

| Arbitro: | Stark |

|                                   |           |  |
| Derdiyok 19’ Metzelder 28’ (aut.) | Marcatori |  |

| Arbitro: | Fritz |

|  |           |         |
|  | Marcatori | 70’ Sam |

| Arbitro: | Drees |

|                         |           |           |
| Kießling 66’ Bender 77’ | Marcatori | 58’ Takyi |

| Arbitro: | Gräfe |

|                                                 |           |              |
| Rolfes 7’ (aut.) Gómez 28’, 44’, 45’ Ribéry 75’ | Marcatori | 62’ Derdiyok |

| Arbitro: | Meyer |

|                      |           |                |
| Kadlec 40’ Vidal 51’ | Marcatori | 28’ Sigurðsson |

| Arbitro: | Aytekin |

|                    |           |  |
| Novakovič 67’, 82’ | Marcatori |  |

| Arbitro: | Welz |

|              |           |               |
| Kießling 54’ | Marcatori | 2’ Westermann |

| Arbitro: | Zwayer |

|  |           |              |
|  | Marcatori | 45’ Balitsch |

### Coppa di Germania
| Arbitro: | Stieler |

|           |           | |
| Reich 70’ | Marcatori | 36’, 60’ Kießling 46’, 58’, 65’ Helmes 63’ Augusto 67’, 88’ Sam 84’, 90’ Derdiyok 86’ (rig.) Vidal |

| Arbitro: | Stark |

|                                        |                      |                                     |
| Idrissou 109’                          | Marcatori            | 107’ Derdiyok                       |
| Marx De Camargo Idrissou Bradley Daems | Tiri di rigore 5 – 4 | Vidal Rolfes Helmes Derdiyok Kadlec |

### Europa League

#### Fase di qualificazione
| Arbitro: | Fautrel |

|                                   |           |  |
| Kadlec 1’, 83’ Ballack 90’ (rig.) | Marcatori |  |

| Arbitro: | Tudor |

|                  |           |                                                |
| Idahor 5’ (rig.) | Marcatori | 51’ (rig.) Vidal 74’ (aut.) Golaydo 90’ Castro |

#### Fase a gironi
| Arbitro: | Vollquartz |

|                                  |           |  |
| Helmes 4’, 58’, 61’ Reinartz 38’ | Marcatori |  |

| Arbitro: | Tagliavento |

|                  |           |              |
| Simão 51’ (rig.) | Marcatori | 39’ Derdiyok |

| Salonicco 21 ottobre 2010, ore 21:05 CEST 3ª giornata | Arīs Salonicco | 0 – 0 referto | Bayer Leverkusen | Stadio Kleanthis Vikelidis (16 372 spett.)\| Arbitro: \| Ingvarsson \| |
| Arbitro:                                              | Ingvarsson     |               |                  |                                                                        |

| Arbitro: | Paixão |

|           |           |  |
| Vidal 90’ | Marcatori |  |

| Arbitro: | Kelly |

|  |           |         |
|  | Marcatori | 35’ Sam |

| Arbitro: | Tudor |

|            |           |            |
| Helmes 69’ | Marcatori | 72’ Mérida |

#### Fase ad eliminazione diretta
| Arbitro: | Gumienny |

|  |           |                                      |
|  | Marcatori | 23’ Derdiyok 72’ Castro 90’, 90’ Sam |

| Arbitro: | Collum |

|                        |           |  |
| Rolfes 47’ Ballack 70’ | Marcatori |  |

| Arbitro: | Tagliavento |

|                       |           |                           |
| Kadlec 33’ Castro 72’ | Marcatori | 42’ Rossi 70’, 90’ Nilmar |

| Arbitro: | Kuipers |

|                       |           |                      |
| Cazorla 33’ Rossi 61’ | Marcatori | 82’ (aut.) Rodríguez |

## Statistiche

### Statistiche di squadra
| Competizione        | Punti | In casa | In casa | In casa | In casa | In casa | In casa | In trasferta | In trasferta | In trasferta | In trasferta | In trasferta | In trasferta | Totale | Totale | Totale | Totale | Totale | Totale | DR  |
| Competizione        | Punti | G       | V       | N       | P       | Gf      | Gs      | G            | V            | N            | P            | Gf           | Gs           | G      | V      | N      | P      | Gf     | Gs     | DR  |
| ------------------- | ----- | ------- | ------- | ------- | ------- | ------- | ------- | ------------ | ------------ | ------------ | ------------ | ------------ | ------------ | ------ | ------ | ------ | ------ | ------ | ------ | --- |
| Bundesliga          | 68    | 17      | 9       | 5       | 3       | 33      | 24      | 17           | 11           | 3            | 3            | 31           | 20           | 34     | 20     | 8      | 6      | 64     | 44     | +20 |
| Coppa di Germania   | -     | 0       | 0       | 0       | 0       | 0       | 0       | 2            | 1            | 1            | 0            | 12           | 2            | 2      | 1      | 1      | 0      | 12     | 2      | +10 |
| Europa League Qual. | -     | 1       | 1       | 0       | 0       | 3       | 0       | 1            | 1            | 0            | 0            | 3            | 1            | 2      | 2      | 0      | 0      | 6      | 1      | +5  |
| Europa League       | -     | 5       | 3       | 1       | 1       | 10      | 4       | 5            | 2            | 2            | 1            | 7            | 3            | 10     | 5      | 3      | 2      | 17     | 7      | +10 |
| Totale              | -     | 23      | 13      | 6       | 4       | 46      | 28      | 25           | 15           | 6            | 4            | 53           | 26           | 48     | 28     | 12     | 8      | 99     | 54     | +45 |

### Andamento in campionato
| Giornata  | 1 | 2 | 3 | 4 | 5 | 6 | 7 | 8 | 9 | 10 | 11 | 12 | 13 | 14 | 15 | 16 | 17 | 18 | 19 | 20 | 21 | 22 | 23 | 24 | 25 | 26 | 27 | 28 | 29 | 30 | 31 | 32 | 33 | 34 |
| --------- | - | - | - | - | - | - | - | - | - | -- | -- | -- | -- | -- | -- | -- | -- | -- | -- | -- | -- | -- | -- | -- | -- | -- | -- | -- | -- | -- | -- | -- | -- | -- |
| Luogo     | T | C | T | C | C | T | C | T | C | T  | C  | T  | C  | T  | C  | T  | C  | C  | T  | C  | T  | T  | C  | T  | C  | T  | C  | T  | C  | T  | C  | T  | C  | T  |
| Risultato | V | P | N | N | V | V | N | V | P | V  | V  | V  | N  | N  | V  | V  | N  | P  | V  | V  | P  | V  | V  | N  | V  | V  | V  | V  | V  | P  | V  | P  | N  | V  |
| Posizione | 4 | 9 | 8 | 8 | 7 | 5 | 4 | 3 | 5 | 4  | 3  | 2  | 3  | 3  | 3  | 2  | 3  | 4  | 2  | 2  | 2  | 2  | 2  | 2  | 2  | 2  | 2  | 2  | 2  | 2  | 2  | 2  | 2  | 2  |

Legenda:

Luogo: C = Casa; T = Trasferta. Risultato: V = Vittoria; N = Pareggio; P = Sconfitta.

### Statistiche dei giocatori
| Giocatore    | Bundesliga | Bundesliga | Bundesliga  | Bundesliga | Coppa di Germania | Coppa di Germania | Coppa di Germania | Coppa di Germania | Europa League Qual. | Europa League Qual. | Europa League Qual. | Europa League Qual. | Europa League | Europa League | Europa League | Europa League | Totale   | Totale | Totale      | Totale     |
| Giocatore    | Presenze   | Reti       | Ammonizioni | Espulsioni | Presenze          | Reti              | Ammonizioni       | Espulsioni        | Presenze            | Reti                | Ammonizioni         | Espulsioni          | Presenze      | Reti          | Ammonizioni   | Espulsioni    | Presenze | Reti   | Ammonizioni | Espulsioni |
| ------------ | ---------- | ---------- | ----------- | ---------- | ----------------- | ----------------- | ----------------- | ----------------- | ------------------- | ------------------- | ------------------- | ------------------- | ------------- | ------------- | ------------- | ------------- | -------- | ------ | ----------- | ---------- |
| R. Adler     | 32         | 0          | 2           | 0          | 2                 | 0                 | 0                 | 0                 | 2                   | 0                   | 0                   | 0                   | 8             | 0             | 0             | 0             | 44       | 0      | 2           | 0          |
| T. Bobel     | -          | -          | -           | -          | -                 | -                 | -                 | -                 | -                   | -                   | -                   | -                   | -             | -             | -             | -             | -        | -      | -           | -          |
| B. Fernandez | -          | -          | -           | -          | -                 | -                 | -                 | -                 | -                   | -                   | -                   | -                   | -             | -             | -             | -             | -        | -      | -           | -          |
| F. Giefer    | 2          | 0          | 0           | 0          | -                 | -                 | -                 | -                 | -                   | -                   | -                   | -                   | 2             | 0             | 0             | 0             | 4        | 0      | 0           | 0          |
| G. Castro    | 23         | 3          | 3           | 0          | 1                 | 0                 | 0                 | 0                 | 1                   | 1                   | 1                   | 0                   | 7             | 2             | 1             | 0             | 32       | 6      | 5           | 0          |
| D. Costa     | -          | -          | -           | -          | -                 | -                 | -                 | -                 | -                   | -                   | -                   | -                   | 2             | 0             | 0             | 0             | 2        | 0      | 0           | 0          |
| M. Friedrich | 19         | 0          | 5           | 0          | 2                 | 0                 | 0                 | 0                 | 2                   | 0                   | 0                   | 0                   | 7             | 0             | 1             | 0             | 30       | 0      | 6           | 0          |
| T. Haitz     | -          | -          | -           | -          | -                 | -                 | -                 | -                 | -                   | -                   | -                   | -                   | -             | -             | -             | -             | -        | -      | -           | -          |
| S. Hyypiä    | 21         | 1          | 1           | 0          | 1                 | 0                 | 0                 | 0                 | -                   | -                   | -                   | -                   | 5             | 0             | 1             | 0             | 27       | 1      | 2           | 0          |
| M. Kadlec    | 32         | 2          | 6           | 0          | 2                 | 0                 | 0                 | 0                 | 2                   | 2                   | 0                   | 0                   | 7             | 1             | 2             | 0             | 43       | 5      | 8           | 0          |
| D. Schwaab   | 30         | 0          | 3           | 0          | 2                 | 0                 | 0                 | 0                 | 2                   | 0                   | 0                   | 0                   | 6             | 0             | 1             | 0             | 40       | 0      | 4           | 0          |
| D. Vida      | 1          | 0          | 0           | 0          | -                 | -                 | -                 | -                 | -                   | -                   | -                   | -                   | 8             | 0             | 1             | 0             | 9        | 0      | 1           | 0          |
| H. Balitsch  | 24         | 3          | 1           | 0          | 1                 | 0                 | 0                 | 0                 | 1                   | 0                   | 1                   | 0                   | 7             | 0             | 0             | 0             | 33       | 3      | 2           | 0          |
| M. Ballack   | 17         | 0          | 3           | 0          | -                 | -                 | -                 | -                 | 1                   | 1                   | 0                   | 0                   | 2             | 1             | 0             | 0             | 20       | 2      | 3           | 0          |
| T. Barnetta  | 24         | 2          | 3           | 0          | 1                 | 0                 | 0                 | 0                 | 2                   | 0                   | 1                   | 0                   | 4             | 0             | 1             | 0             | 31       | 2      | 5           | 0          |
| L. Bender    | 27         | 3          | 3           | 0          | 2                 | 0                 | 0                 | 0                 | 2                   | 0                   | 0                   | 0                   | 10            | 0             | 1             | 0             | 41       | 3      | 4           | 0          |
| K. Kampl     | -          | -          | -           | -          | -                 | -                 | -                 | -                 | -                   | -                   | -                   | -                   | 1             | 0             | 0             | 0             | 1        | 0      | 0           | 0          |
| S. Reinartz  | 31         | 2          | 7           | 0          | 2                 | 0                 | 2                 | 0                 | 2                   | 0                   | 0                   | 0                   | 8             | 1             | 1             | 0             | 43       | 3      | 10          | 0          |
| R. Augusto   | 27         | 7          | 5           | 0          | 1                 | 1                 | 0                 | 0                 | 2                   | 0                   | 0                   | 0                   | 5             | 0             | 0             | 0             | 35       | 8      | 5           | 0          |
| J. Riedel    | -          | -          | -           | -          | -                 | -                 | -                 | -                 | -                   | -                   | -                   | -                   | -             | -             | -             | -             | -        | -      | -           | -          |
| S. Rolfes    | 28         | 5          | 1           | 0          | 1                 | 0                 | 0                 | 0                 | -                   | -                   | -                   | -                   | 7             | 1             | 0             | 0             | 36       | 6      | 1           | 0          |
| S. Sam       | 30         | 7          | 4           | 0          | 2                 | 2                 | 0                 | 0                 | 1                   | 0                   | 0                   | 0                   | 7             | 3             | 2             | 0             | 40       | 12     | 6           | 0          |
| C. Siefkes   | -          | -          | -           | -          | -                 | -                 | -                 | -                 | -                   | -                   | -                   | -                   | -             | -             | -             | -             | -        | -      | -           | -          |
| A. Vidal     | 33         | 10         | 4           | 1          | 2                 | 1                 | 1                 | 0                 | 2                   | 1                   | 0                   | 0                   | 7             | 1             | 3             | 0             | 44       | 13     | 8           | 1          |
| E. Derdiyok  | 32         | 6          | 1           | 0          | 2                 | 3                 | 0                 | 0                 | 2                   | 0                   | 1                   | 0                   | 8             | 2             | 0             | 0             | 44       | 11     | 2           | 0          |
| N. Jørgensen | 9          | 0          | 0           | 0          | 1                 | 0                 | 0                 | 0                 | 1                   | 0                   | 0                   | 0                   | 7             | 0             | 1             | 0             | 18       | 0      | 1           | 0          |
| S. Kießling  | 22         | 7          | 3           | 0          | 1                 | 2                 | 0                 | 0                 | 1                   | 0                   | 0                   | 0                   | 5             | 0             | 0             | 0             | 29       | 9      | 3           | 0          |
| P. Helmes    | 11         | 5          | 0           | 0          | 2                 | 3                 | 1                 | 0                 | 1                   | 0                   | 0                   | 0                   | 6             | 4             | 0             | 0             | 20       | 12     | 1           | 0          |
| B. Kaplan    | -          | -          | -           | -          | -                 | -                 | -                 | -                 | 1                   | 0                   | 1                   | 0                   | 4             | 0             | 0             | 0             | 5        | 0      | 1           | 0          |